# Парк культуры и отдыха имени Горького (Луганск)
«Парк культу́ры и о́тдыха и́мени Макси́ма Го́рького» — самый известный парк в городе Луганске в 1930-х и в 1950-х—1960-х годах.

## История
После основания в 1928 году Центрального парка культуры и отдыха имени Максима Горького в Москве подобные рекреационные зоны стали планировать по всему СССР. 
В начале 1930-х годов старший архитектор Луганска Александр Шеремет разработал проект парка на берегу реки Лугань у развалин старой Красной мельницы. Работы по созданию парка начались в мае 1935 года. Тысячи горожан-энтузиастов Ворошиловграда (Луганска) пришли на помощь строителям. 
25 июля 1936 года специально к открытию парка в городе была запущена трамвайная линия длиной 1,8 км. К Парку Горького пустили шесть трамваев двух маршрутов: № 7 и № 8. В 1937 году была открыта детская железная дорога, по которой ездил реконструированный старый паровоз и маленькие открытые вагоны. Длина — 2,5 км.
18 августа 1936 года парк торжественно открыли. К этому событию поэт Михаил Матусовский (уроженец Луганска) специально подготовил «Песню парка».
В парке функционировали фонтаны, три волейбольные и одна баскетбольная площадки, теннисные корты, 57-метровая парашютная вышка, трапеции, оранжерея. Танцевальная площадка, вмещавшая пять тысяч человек, была на тот момент крупнейшей в Украинской ССР. Парк освещали 400 электроламп. Фонтаны в сутки выливали 80 000 ведер воды. 
В 1941 году, в начале Великой Отечественной войны (1941—1945), на территории парка проходили военную подготовку новобранцы 395-й стрелковой дивизии 56-й армии Закавказского фронта РККА ВС СССР. 
В 1945 году в парке установлен памятник павшим при обороне Ворошиловграда (Луганска).

## Парашютная вышка
Парашютная вышка — один из самых популярных аттракционов парка. Вся конструкция сваривалась из отдельных секций прямо на территории парка. Установка с помощью лебедки длилась семь часов. Полная высота вышки составляла 57 м, высота до площадки для прыжков — 46 м, вес — 25 т, винтовые лестницы имели 200 перекладин.

## Девушка с веслом
Вход в Парк Горького в Ворошиловграде (Луганске) был оформлен колоннадой в греческом стиле. По бокам стояли статуи физкультурников. Один из фонтанов украшала скульптура в виде прыгающей в воду девушки.
Однако самой известной скульптурой стала «Девушка с веслом», которую скульптор Иван Шадр (1887—1941) исполнил специально для Центрального парка культуры и отдыха Горького в Москве. Скульптура изображала обнаженную девушку во весь рост с веслом в правой руке. Форма головы девушки была четко обрисована, волосы очень туго натянуты и закручены в два «рожка», лоб и затылок полностью открыты. Высота фигуры вместе с бронзовым постаментом была около 12 метров. Она была установлена в центре фонтана на главной магистрали Парка имени Горького в 1935 году. Впоследствии гипсовые копии девушки с веслом (кроме Ивана Шадра, подобные фигуры девушки, но в купальнике и c веслом в левой руке выполнил Ромуальд Иодко) стали украшать парки по всему СССР. 
Однако скульптуру Иоанна Шадра подвергли острой критике за эротизм. В 1936 году её переместили в парк культуры и отдыха Луганска. Архитектор Александр Шеремет разместил скульптуру в гроте, выполненном техническим руководителем Зеленстроя М. Стефановичем. Накануне войны скульптура бесследно исчезла.

## Оранжерея
В оранжерее до открытия парка было выращено около миллиона цветов, в частности агавы, герани, драцены, левкои. Цветы высаживали вдоль аллей. Задача по озеленению парка была возложена на Зеленстрой. Но в оранжерее также работало много добровольцев.

## Реставрация
В 2019 году началась реставрация парка.